# سرجس بدائي
سرجس بدائي (الاسم العلمي:Sargassum primitivum) هو نوع من الطلائعيات يتبع جنس السرجس من الفصيلة السرجسية.